# Polycricus godmani
Polycricus godmani är en mångfotingart som först beskrevs av Pocock 1896.  Polycricus godmani ingår i släktet Polycricus och familjen storjordkrypare.
Artens utbredningsområde är Guatemala. Inga underarter finns listade i Catalogue of Life.